# Шуров Дмитро Ігорович
Дмитро́ І́горович Шу́ров (нар. 31 жовтня 1981, Вінниця) — український автор-виконавець, композитор та музикант, засновник та соліст проєкту Pianoбой.
У минулому — піаніст гуртів Океан Ельзи (2001—2004), Esthetic Education (2004—2008), Земфіра (2006—2009).
Співорганізатор київського фестивалю Moloko Music Fest (2008, 2009) в рамках фестивалю ГогольFest. Писав музику до фільмів «Хоттабич», «Ґудзик», «Оранжлав», «Ігри в солдатики», «Як знайти ідеал», «Таємничий острів», «Слуга народу», «Неисправимый», до гумористичного шоу «Ліга сміху» і модних показів Олени Ахмадуліної (англ. Alena Akhmadullina).
Є послом бренду Yamaha в Україні. Чотирикратний лауреат премії YUNA, суддя-переможець 8-ого сезону проекту X-фактор на телеканалі СТБ, та зірковий суддя 9-ого сезону Шоу (2017—2018). Музичний продюсер Національного Відбору та конкурсу Євробачення 2023.

## Життєпис

### Ранні роки
Народився 31 жовтня 1981 року у Вінниці. Батько — поет, художник, редактор телевізійних програм Шуров Ігор Віуленович. Мати — педагог і музикант. З чотирьох років вчився грати на фортепіано. Закінчив 4 класи музичної школи.
В підлітковому віці півроку навчався у Франції, в ліцеї Огюста Ренуара в Ліможі, а потім рік проживав в штаті Юта, США по програмі обміну FLEX. В Америці грав у джазовому оркестрі, співав у хорі, октеті, який виконував твори періоду бароко, а також у квартеті «Barbershop». У театральному класі став шанувальником американських мюзиклів 1950-х і 60-х років. Повернувшись з Америки, вступив до Київського лінгвістичного інституту.

### «Океан Ельзи»
2000 року Дмитру запропонували приєднатися до Океану Ельзи. Першою піснею, яку він розучив з гуртом — «Ото була весна», яка планувалася для збірника українських народних обрядових пісень «Веснянки». Ця збірка так і не побачила світ, хоча саму пісню можна знайти на акустичному альбомі «Tvій формат» та збірнику 1221. Шуров позначений як співавтор пісні.
Його дебютний концерт у складі «Океану» було зіграно в Одесі 1 квітня 2000 року. 20 квітня 2001 року Шуров був прийнятий до складу групи на постійній основі. У складі «Океану» він брав участь у створенні двох студійних альбомів, відіграв на концертах трьох турів Україною та СНД («Вимагай більшого», 2001, «Суперсиметрія», 2003, «Тихий океан», 2004, «Кращі пісні за 10 років», 2004).

### «Esthetic Education» і Земфіра
2001 року з групою познайомився бельгійський режисер, який проживає в Лондоні — Луї Франк. Луї зняв для групи кліп на пісню «Друг» в Барселоні. Також він повідомив музикантам, що буде знімати фільм, і запропонував написати до нього музику. Зрештою з ним почали співпрацювали тільки Шуров і басист Юрій Хусточка. Цей матеріал став основою для дебютного альбому «Face Reading».
Останній концерт у складі ОЕ відбувся в Донецьку, в серпні 2004 року. З тих пір Дмитро став учасником нового колективу Esthetic Education, в якому випустив три альбоми, сингл і відіграв багато концертів.
Восени 2006 року Земфіра запросила Шурова стати піаністом її групи, з якою вона почала проводити репетиції і грати нові пісні. Результатом цієї співпраці став виданий 1 жовтня 2007 року її п'ятий студійний альбом «Спасибо». Також Дмитро як піаніст зіграв великий концертний тур на підтримку альбому — майже 100 виступів, один з яких — концерт, що пізніше з'явився на DVD. Його режисером стала Рената Литвинова, він відбувся в Москві в Зеленому театрі і отримав назву «Зелений театр у Земфірі».

### Композиторство
Шуров написав музику для музичного спектаклю «Попелюшка» за мотивами п'єси Євгена Шварца, який поставили в квітні 2014 року на сцені театру «Современник».
2015 року була створена музика до спектаклю «Вартові мрій». Того ж року Дмитро написав головний саундтрек до серіалу «Слуга Народа» студії Квартал 95. Знакова пісня «Родина» звучить як головна в серіалі «Не зарекайся» та документальній стрічці «Діти перемоги».
Шуров став музичним продюсером пісенного конкурсу Євробачення 2023.

### Pianoбой
На початку 2009 року Шуров почав працювати над оперою «Лев і Лея», частина якої прозвучала в Парижі на показі модельєрки Олени Ахмадулліної. У процесі роботи у Шурова з'явилася ідея створення власної групи. У роботі над проєктом, який отримав назву «Pianoбой», Шурову почала допомагати сестра Ольга Шурова.

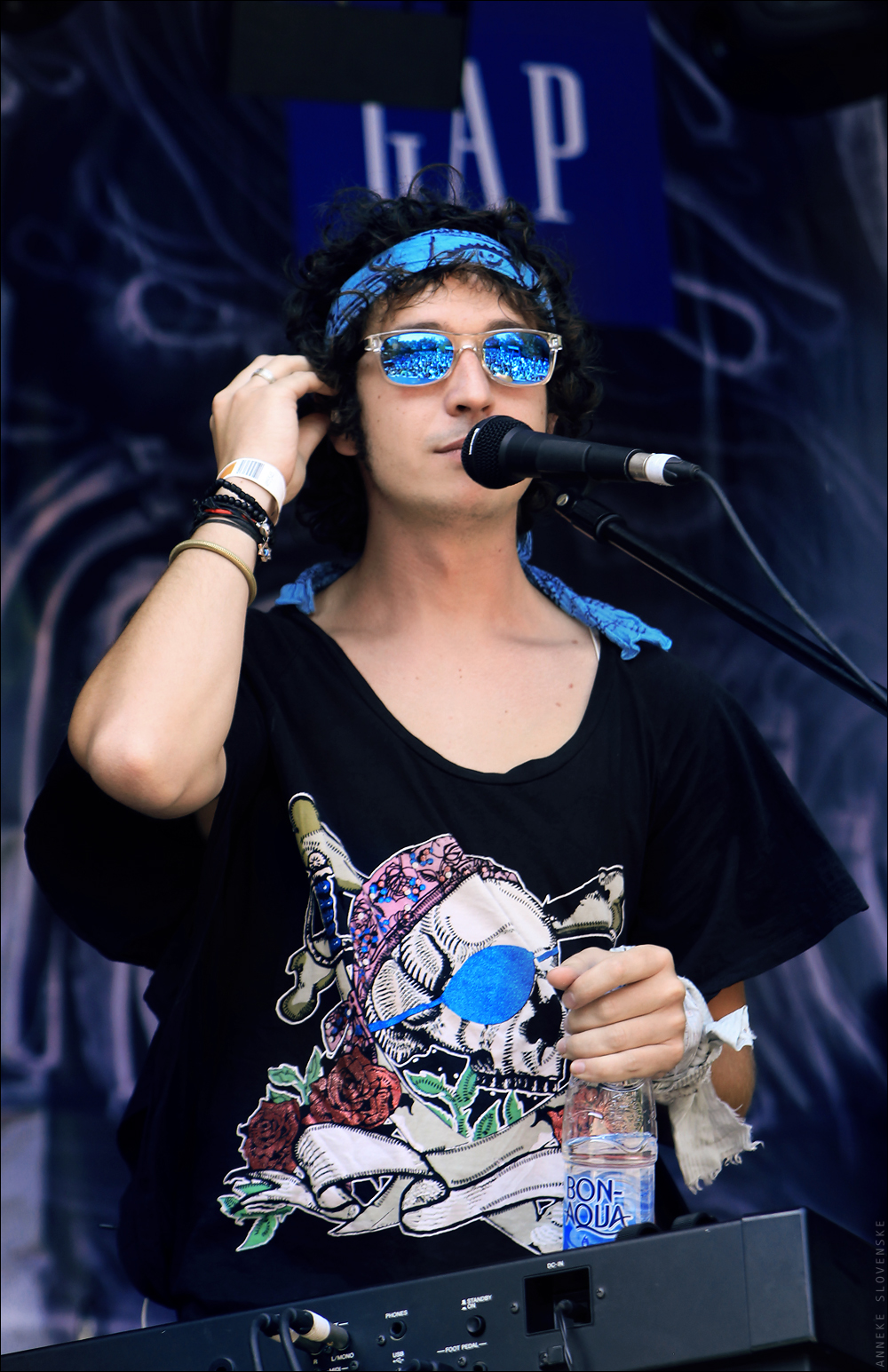
Шуров у 2011 році

Перший виступ Дмитра Шурова в ролі Pianoбоя відбулося у вересні 2009 року в рамках другого Moloko Music Fest. У листопаді 2009-го відбулася прем'єра першої пісні, «Смысла.нет», на радіо і телебаченні, а 29 грудня 2009-го Pianoбой відіграв у Києві свій перший повноцінний сольний концерт, де було також презентовано кліп на цю пісню. У січні 2010 року Pianoбой розпочав запис дебютного альбому, а наприкінці лютого почав клубний тур Україною.
13 грудня 2011 року разом із Вакарчуком, Сергієм Бабкіним, Максом Малишевим і Петром Чернявським презентував альбом «Брюссель», що став спільним проєктом музикантів. У травні 2012-го вийшов дебютний альбом Pianoбоя — «Простые вещи», а у вересні 2013-го року — альбом «Не прекращай мечтать».
Шуров виступав у старому складі «Океану Ельзи» 14 грудня 2013 року на Євромайдані і на ювілейному концерті групи в «Олімпійському» 21 червня 2014-го.
У 2015 році Pianoбой представляє новий альбом «Take Off» і їде туром Україною.
У 2019-му році випускає альбом «Хісторі», в записі якого звучить оркестр, а також хор за участі фанатів гурту. За декілька днів до оголошення карантину в Києві, 8.03.2020 року дає великий концерт з презентацією альбому в столичному Палаці Спорту.
У карантинний період 2020 років пише альбом «Заброшка» знаходячись на самоізоляції, тож всі інструменти та вокали, які ви чуєте в альбомі, були записані самостійно.
У червні 2022 року вийшов сингл «Триматись своїх». За словами Дмитра, пісня була написана за рік до Повномасштабної війни. Кліп на пісню знято за сприянням керівництва аеропорту «Бориспіль», в абсолютно порожньому головному аеропорту країни.

## Громадська діяльність

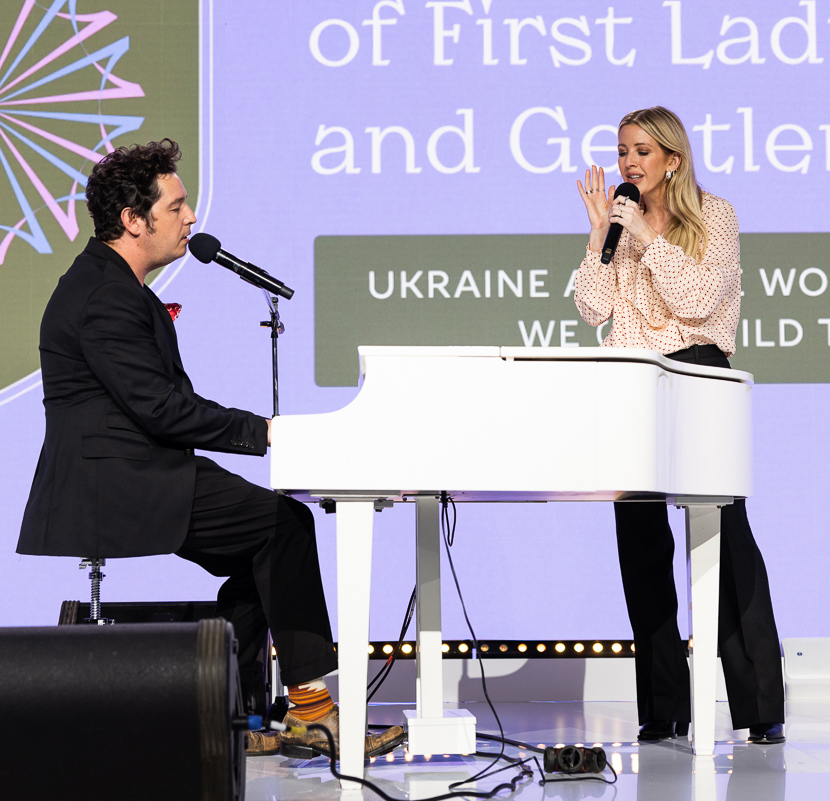
Шуров та Еллі Голдінг на Саміті перших леді та джентльменів, 2022

2016 року взяв участь у фотозйомці для благодійного календаря «Щирі. Спадщина», присвяченого українському народному костюму та його популяризації. Проєкт було реалізовано зусиллями ТЦ «Домосфера» та комунікаційної агенції Gres Todorchuk. Усі кошти від реалізації календаря було направлено на допомогу українським музеям, зокрема Музею народної творчості Михайла Струтинського та Новоайдарському краєзнавчому музею.
У 2015—2018 роках разом із сім'єю є постійним зірковим учасником Благодійного проєкту Кураж Базар, та разом із сином виступають під назвою The Shu, аби примножити збори для проведення таборів для дітей з інвалідністю та із відхиленням розвитку.
Є амбасадором всесвітнього руху He For She, підтримує ініціативи, що до впровадження бази рівноправ'я в українському суспільстві.
На постійній основі підтримує Благодійний Фонд Таблеточки, що опікується онкохворими дітьми та розвиває паліативну програму.
З початком вторгнення РФ в Україну став волонтером, возить гуманітарні вантажі, грає концерти для військових, медиків, рятувальників. Дає благодійні концерти як в Україні, так і закордоном, та збирає кошти на тактичну медицину та нагальні потреби ЗСУ. За це в серпні 2022 року Шурову було присвоєно державну нагороду — орден «За заслуги» III ступеня.
Шуров взяв участь у другому Саміті перших леді та джентльменів, де разом з Еллі Голдінг спонтанно виконав пісню "Ой у лузі червона калина".

## Особисте життя
2002 року одружився з Ольгою Таракановською (Шурова). 23 серпня 2003 року у них народився син — Лев Шуров. Разом з сім'єю живе в Києві.

## Нагороди
- Орден «За заслуги» III ст. (23 серпня 2022)  —за значні заслуги у зміцненні української державності, мужність і самовідданість, виявлені у захисті суверенітету та територіальної цілісності України, вагомий особистий внесок у розвиток різних сфер суспільного життя, відстоювання національних інтересів нашої держави, сумлінне виконання професійного обов'язку.[28]

| Рік  | Номіновано   | Категорія                      | Нагорода           | Результат | Дж     |
| ---- | ------------ | ------------------------------ | ------------------ | --------- | ------ |
| 2013 | Дмитро Шуров | «Співак»                       | ELLE Style Awards  | Перемога  | [ 29 ] |
| 2017 | Дмитро Шуров | «Чоловіки»                     | Viva! Найкрасивіші | Номінація | [ 30 ] |
| 2018 | Дмитро Шуров | «Чоловіки»                     | Viva! Найкрасивіші | Номінація | [ 31 ] |
| 2018 | Дмитро Шуров | «Найкращий менеджмент артиста» | YUNA               | Номінація | [ 32 ] |

## Дискографія
| Океан Ельзи - «Модель» (2001) - «Суперсиметрія» (2003) - «Tvій формат» (2003) Esthetic Education - «Face Reading» (2004) - «Leave Us Alone» (2005) - «Live At Ring» (2006) - «Werewolf» (2007) |  | Земфира - «Спасибо» (2007) - «Зелёный театр в Земфире» (2008) (DVD) - «Z-Sides» (2009) (збірник) - «Земфира.Live2» (2010) (концертний альбом) - «Крокус/Стрелка» (2010) (концертний альбом) (у деяких піснях) |  | Святослав Вакарчук - «Брюссель» (2011) Pianoбой - «Простые вещи» (2012) - «Не прекращай мечтать» (2013) - «Take Off» (2015) - «Хісторі»(2019) |

### Сольно
- Музика до вистави «Золушка» («Современник», 2014)[33]
- Саундтрек до вистави «Вартові Мрій» (2015)
- Саундтрек до гумористичного шоу «Ліга сміху»

#### Саундтреки до фільмів
- «Оранжлав» (2007)
- «Ігри в солдатики» (2007)
- «Як знайти ідеал» (2007)
- «Гудзик» (2008)
- «Таємничий острів» (2008)
- Серіал «Слуга народу» (2015)
- Серіал «Неисправимый» (2017)
- «Поліна і таємниця кіностудії» (2019)